# Aéroport de Sioux City
L'aéroport de Sioux City, (code IATA : SUX • code OACI : KSUX) est un aéroport domestique desservant Sioux City, ville du nord-est de l’Iowa peuplée d'environ 85 000 habitants. Elle est le siège du comté de Woodbury aux États-Unis.

## Historique

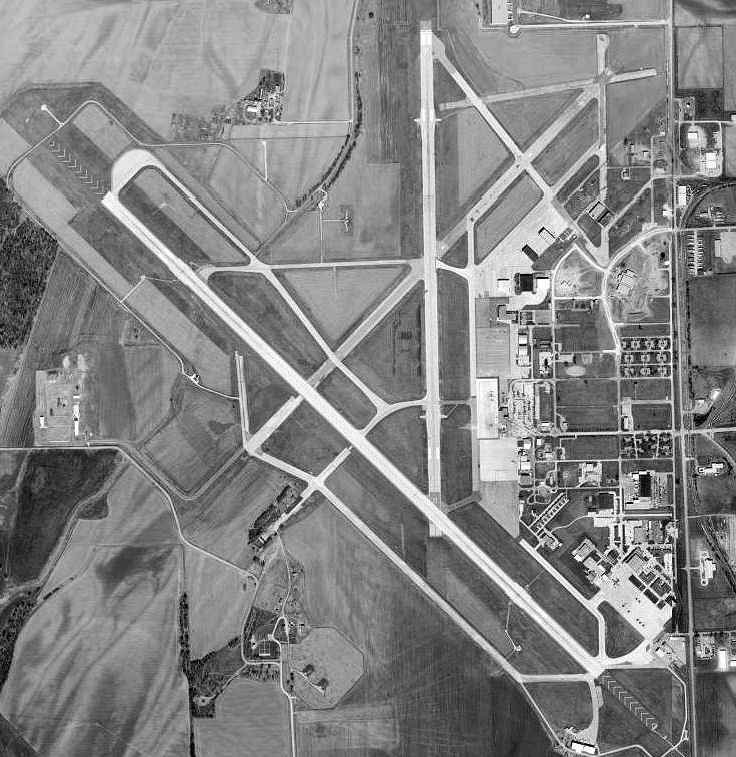
Photographie aérienne en 2000.

## Incidents et accidents
- 19 juillet 1989 : vol 232 United Airlines - un DC-10 de la compagnie United Airlines s’écrase à l’atterrissage sur l’aéroport. L’appareil effectuait un atterrissage d’urgence à la suite de la destruction d'un moteur ayant entraîné la perte totale de pression hydraulique. L'accident fait 111 morts, et 185 personnes survivent.